# Transvestigación
La transvestigación (un término compuesto por transgénero e investigación) es una teoría conspirativa surgida a principios de 2017 que afirma que muchas celebridades y otros individuos prominentes son transgénero (o, por el contrario, que algunas celebridades abiertamente transgénero son cisgénero). Los defensores afirman que pueden determinar el sexo asignado a los individuos, principalmente a través de evidencia fotográfica y de vídeo. La metodología utilizada por los «transvestigadores» que se adhieren a esta teoría está sujeta a la pareidolia y a menudo sufre sesgo de confirmación.
Entre las celebridades prominentes que los conspiranoicos han afirmado como transgénero se incluyen Taylor Swift, Harry Styles, Lady Gaga, Margot Robbie, Michelle Obama, Jacinda Ardern, Jennifer Lopez y las Kardashian. Entre las atletas destacados que han sido transvestigadas se incluyen Serena Williams y Katie Ledecky. Brigitte Macron, la esposa del presidente de Francia, ganó una demanda contra las acusaciones de que anteriormente se había identificado como hombre.
Tras la controversia del boxeo en los Juegos Olímpicos de París de 2024, el término ganó renovada atención a la luz de las acusaciones contra Imane Khelif y Lin Yu-ting.
Además de personas reales, se han realizado transvestigaciones a personajes ficticios, como Lucia, protagonista del videojuego Grand Theft Auto VI.

## Teorías de conspiración
La base de la transvestigación va desde la creencia de que la identidad de género de algunas celebridades simplemente difiere de su sexo asignado al nacer, hasta la creencia de que su identidad transgénero es parte de un ritual de iniciación conocido como «inversión de género de élite», llevado a cabo por las élites de Hollywood y la industria musical u organizaciones secretas como el Nuevo Orden Mundial y los Illuminati, por lo que comparte características similares con el antisemitismo y el terraplanismo. GLAAD considera que el movimiento es una expresión de transfobia. Según una investigación de Teen Vogue, las teorías han ganado considerable popularidad en la plataforma de redes sociales X (anteriormente Twitter) y YouTube.

### Alemania
En 2024 Britta Ernst, exministra de educación y cónyuge del Canciller de Alemania Olaf Scholz, fue transvestigada en grupos de Telegram e iniciada en Twitter, donde se publicaron mensajes sobre su presunto origen escandinavo y se usaron seudociencias como la frenología para reforzar el bulo.

### Francia
Brigitte Macron, la esposa del presidente de Francia, ha presentado acciones legales contra la acusación de que nació con un sexo anatómico masculino. La teoría de la conspiración, que sugiere que antes era conocida como Jean-Michel Trogneux, ha sido rastreada hasta un autor de extrema derecha en Francia y ha sido tendencia en las redes sociales.

### España
En España, tras la aprobación de la ley trans en febrero de 2023, se hizo viral un video de la victoria de la luchadora brasileña de MMA femenino Gabi Garcia el cual fue usado por cuentas de Twitter, Facebook y TikTok para demostrar los presuntos abusos de la citada ley que permitirían que hombres luchasen contra mujeres en deportes de contacto.  Ese mismo año, Clara Chía, pareja del futbolista Gerard Piqué, fue blanco de transvestigaciones en redes sociales.
Desde 2021 se difundió el bulo sobre la supuesta transexualidad de Begoña Gómez, con ataques políticos a su cónyuge, el presidente de España Pedro Sánchez. La información falsa circuló primero comparando fotos actuales con otras supuestamente antes de transicionar, posteriormente el formato varió y se añadieron audios y vídeos. En 2024, semanas antes de iniciarse la investigación judicial por el caso Begoña Gómez, volvieron a circular montajes fotográficos que revivieron el bulo. En noviembre de 2022 la comunicadora Pilar Baselga afirmó en una tertulia televisiva que Gómez era transexual y tenía vínculos con el narcotráfico en Marruecos, por lo que fue denunciada por difamación. En 2025 la Policía Nacional sancionó a un profesor de la Escuela Nacional de Policía por, entre otras declaraciones negacionistas, llamar «Begoño» a Gómez en una de sus clases.

### Estados Unidos
Se ha afirmado que varias celebridades prominentes son transgénero en secreto, entre ellas Taylor Swift, Jennifer Aniston, Lady Gaga y Margot Robbie. Entre las atletas acusadas de ser trans se encuentran Kayla Harrison, Serena Williams y Katie Ledecky. Kyle Rittenhouse ha sido acusada de ser un hombre trans, afirmación motivada en parte por sus críticas a Donald Trump. La ex primera dama Michelle Obama ha sido acusada frecuentemente de ser una mujer trans, lo que Noah Berlatsky del Pacific Standard considera poco sorprendente, afirmando que "así como las mujeres trans son caricaturizadas estereotípicamente como fingiendo feminidad, las mujeres negras son caricaturizadas como innatamente no femeninas" en los Estados Unidos. La información falsa sobre Obama fue difundida por figuras relevantes como Joan Rivers, o el teórico de la conspiración Alex Jones. Otra figura política víctima de estos bulos fue la congresista Alexandria Ocasio-Cortez.
Un caso peculiar de transvestigación fue el de la activista por los derechos de las personas trans Dylan Mulvaney, quien fue señalada de haber «nacido mujer», luego transicionar al género masculino, y finalmente detransicionar.

### Nueva Zelanda
Jacinda Ardern, ex primera ministra de Nueva Zelanda, también fue víctima de esta teoría de la conspiración desde que llegó al poder en 2017.

### Reino Unido
Tras aparecer en un video en 2024 sobre el vigésimo Día Anual de los Récord Guinness grabado en Londres, Rumeysa Gelgi, la mujer más alta del mundo entonces, fue «transvestigada» en Internet, tanto en el buscador de Google como en TikTok. La identidad de género de Erin Darke, pareja de Daniel Radcliffe, fue cuestionada al aparecer en una foto donde se observa que es más alta que el actor; la crítica de género Suzanne Seddon publicó en redes sociales la foto junto a un mensaje donde llamaba a sus seguidores a dudar sobre Darke, recibiendo respuestas transfóbicas.